# R. Bemporad & figlio
La R. Bemporad & figlio è stata una casa editrice fiorentina nata nel XIX secolo e attiva fino al XX secolo.

## Storia
Roberto Bemporad acquisì dai fratelli Paggi la Libreria Editrice Felice Paggi di Firenze il 16 giugno 1889. La Società Roberto Bemporad & Figlio si costituì il 9 luglio 1889 e dette vita alla casa editrice R. Bemporad & figlio. A Roberto Bemporad successe il figlio Enrico nel gennaio 1891.

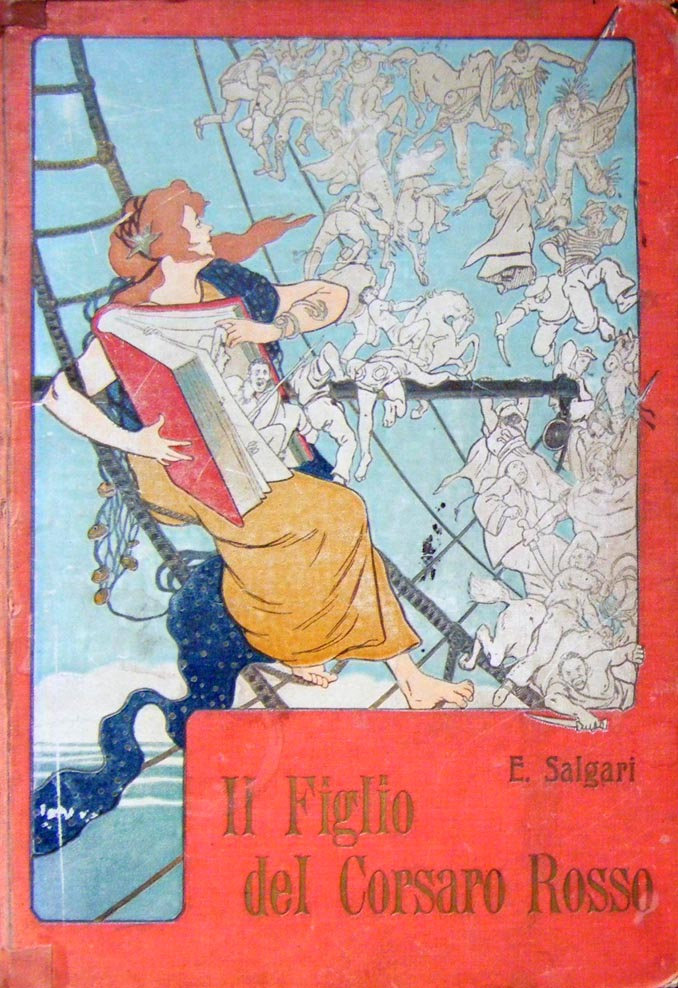
La copertina di Alberto della Valle per un libro di Emilio Salgari.

La Bemporad esordì, tra l'altro, con la pubblicazione de Le avventure di Pinocchio. Storia di un burattino, di Carlo Collodi. Gli altri due maggiori successi editoriali furono Il giornalino di Gian Burrasca di Luigi Bertelli, detto Vamba (1907-8), e i libri di avventura di Emilio Salgari, autore del quale acquistò i diritti nel 1906. 
Ebbero fortuna anche il settimanale per bambini Giornalino della domenica, le varie raccolte delle Novelle per un anno di Luigi Pirandello, opere edite dalla Libreria Editrice Felice Paggi, che il Bemporad ebbe in eredità: queste opere costituirono per molto tempo i pezzi forti della Bemporad. Infine, nel 1924 divenne titolare dei diritti de La scienza in cucina e l'arte di mangiar bene di Pellegrino Artusi, un'opera ancora oggi fondamentale della cucina italiana. Dal 1920 al 1929 fu la casa editrice di Guido da Verona.
Tra le attività della casa editrice c'era anche la capacità di scoprire scrittrici di talento e instaurare con loro collaborazioni durature e diversificate, come con Arpalice Cuman Pertile con cui tenne i rapporti dal 1911 al 1947. Con questa scrittrice pubblicò i fortunati Primi voli, ispirati al volo dei primi velivoli, la raccolta Fiori di campo e Per le vie del mondo.
La Bemporad fu molto attiva nell'editoria scolastica per le scuole elementari, come il libro di lettura curato da Leopoldina Zanotti.
Enrico Bemporad, insieme ad Attilio Vallecchi, fu tra i creatori della "Fiera Internazionale del Libro", la cui prima edizione si svolse nel 1924 presso l'Istituto Statale d'Arte di Firenze di Porta Romana. Nel 1927 Bemporad, insieme al Barbèra, fece parte del comitato promotore della Sezione fiorentina del sindacato fascista degli editori, sezione alla quale aderiva anche Ettore Salani.
Enrico Bemporad diresse la società fino al 31 dicembre 1934. Successivamente fu messo in disparte dal fascismo con una denigratoria campagna di stampa, che lo additò come responsabile della morte di Salgari, che si era suicidato a causa di dissesti finanziari, così l'editore ebreo fu tacciato di esosità. In seguito alle leggi razziali la casa editrice dovette cambiare nome: dal 17 ottobre 1938 divenne «Marzocco».
Enrico Bemporad morì nel 1944, dopo essere stato escluso dal suo lavoro, sempre a causa delle leggi razziali. Nel secondo dopoguerra Renato Giunti rilevò l'azienda, alla quale fu dato il nome di Bemporad Marzocco. A quest'ultima fu associata, nel 1964, la casa editrice Barbèra, acquistata da Renato Giunti nel 1960; infine nel 1974 fu cambiata ragione sociale in Giunti Marzocco s.p.a.
Il Fondo della casa editrice Bemporad insieme al Fondo Enrico Bemporad sono conservati nella Limonaia di Villa La Loggia a Firenze, sede dell'Archivio storico di Giunti Editore che raccoglie gli archivi delle case editrici che sono confluite nel corso degli anni in Giunti.